# 1. Ober-Elsässisches Infanterie-Regiment Nr. 167

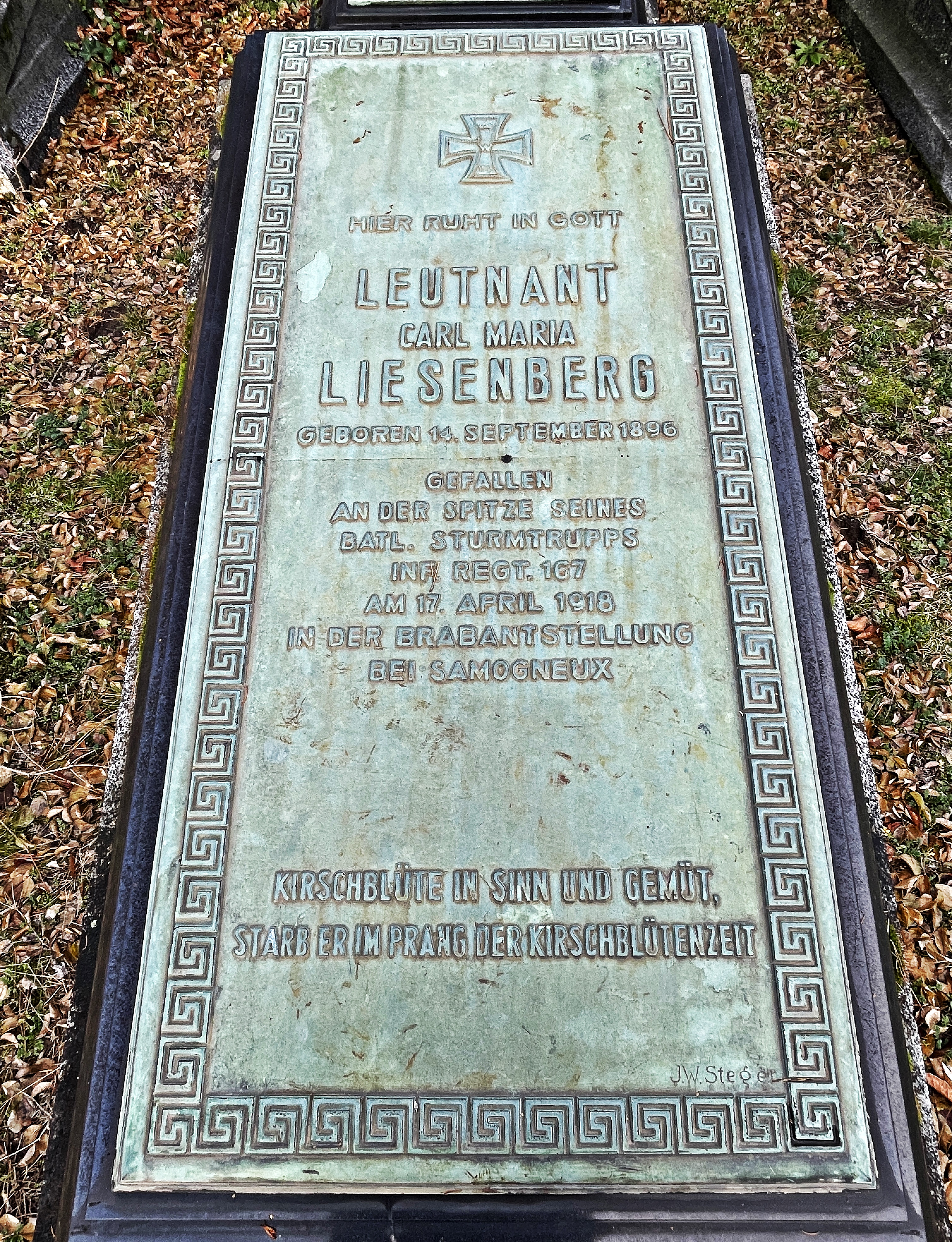
Grab von Carl Maria Liesenberg, Leutnant im Inf. Rgt. 167, gefallen 1918 als Sturmtruppführer, Hauptfriedhof Neustadt/Weinstraße

Das 1. Ober-Elsässische Infanterie-Regiment Nr. 167 war ein Infanterieverband der Preußischen Armee.

## Geschichte
Der Verband wurde am 31. März 1897 als Infanterie-Regiment Nr. 167 aus dem IV. Bataillon des 5. Thüringischen Infanterie-Regiment Nr. 94, dem I. Bataillon des 6. Thüringischen Infanterie-Regiments Nr. 95 sowie dem II. Bataillon des Infanterie-Regiments „von Wittich“ (3. Kurhessisches) Nr. 83 errichtet. Die Garnison lag in Kassel, das III. Bataillon war in Mühlhausen/Thüringen stationiert.
Gemeinsam mit dem 2. Thüringischen Infanterie-Regiment Nr. 32 bildete es die zur 22. Division gehörende 44. Infanterie-Brigade.
Am 27. Januar 1902 erließ Wilhelm II. den Armee-Befehl, dass die bislang noch ohne landmannschaftliche Bezeichnung geführten Verbände zur besseren Unterscheidung und zur Traditionsbildung eine Namenserweiterung erhielten. Das Regiment führte daher ab diesem Zeitpunkt die Bezeichnung 1. Ober-Elsässisches Infanterie-Regiment Nr. 167.
Zum 1. Oktober 1912 erhielt das Regiment eine MG-Kompanie.

### Erster Weltkrieg
Das Regiment machte am 2. August 1914 mobil und rückte an die Westfront. Nach schweren Verlusten bei Sancourt wurden das I. und II. Bataillon am 29. September aufgelöst und am 4. Oktober 1918 wieder neu aufgestellt. Am 1. November 1918 wurden Teile des III. Bataillons des aufgelösten Reserve-Infanterie-Regiments Nr. 83 eingegliedert. Drei Tage später geriet das Regiment fast komplett bei Quesnoy in Gefangenschaft. Kurz vor Kriegsende erfolgte am 10. November 1918 noch die Aufstellung von drei neuen Kompanien.

### Verbleib
Nach Kriegsende kehrten die Reste des Verbandes in ihre Garnisonen zurück. Dort wurden sie ab 27. November 1918 demobilisiert und das Regiment schließlich aufgelöst.
Die Tradition übernahm in der Reichswehr durch Erlass des Chefs der Heeresleitung General der Infanterie Hans von Seeckt vom 24. August 1921 die 13. Kompanie des 15. Infanterie-Regiments in Kassel.

## Kommandeure
| Dienstgrad     | Name                                | Datum                                 |
| -------------- | ----------------------------------- | ------------------------------------- |
| Oberst         | Louis Muelenz                       | 01. April 1897 bis 21. Juli 1900      |
| Oberst         | Karl von Oppeln-Bronikowski         | 22. Juli 1901 bis 16. Mai 1902        |
| Oberst         | Ernst Kuntze                        | 17. Mai 1902 bis 23. April 1904       |
| Oberst         | Hugo von Schütz zu Holzhausen       | 24. April 1904 bis 20. März 1909      |
| Oberst         | Erich von Lochow                    | 21. März 1909 bis 21. März 1912       |
| Oberst         | Rudolf von Langermann und Erlenkamp | 22. März 1912 bis 31. März 1913       |
| Oberst         | Wilhelm von Auer                    | 01. April 1913 bis 1. August 1914     |
| Oberstleutnant | Felix von Kunowski                  | 02. August bis 20. November 1914      |
| Oberstleutnant | Adolf Tiersch                       | 21. November 1914 bis 7. Oktober 1915 |
| Oberstleutnant | Heinrich Schmedes                   | 08. Oktober 1915 bis Juli 1916        |
| Oberstleutnant | Hans von Rode gen. Diezielsky       | Juli 1916 bis Auflösung               |